# Dick Snyder
Richard J. „Dick” Snyder (ur. 1 lutego 1944 w North Canton) – amerykański koszykarz, występujący na pozycjach rzucającego obrońcy lub niskiego skrzydłowego, mistrz NBA w barwach Seattle SuperSonics (1979).

## Osiągnięcia
Na podstawie, o ile nie zaznaczono inaczej.
NCAA
- Uczestnik rozgrywek Sweet 16 turnieju NCAA (1966)
- Mistrz:
  - turnieju konferencji Southern (SoCon – 1966)
  - sezonu regularnego SoCon (1964–1966)
- Zawodnik roku SoCon (1966)[3]
- Zaliczony do:
  - II składu All-American (1966)
  - Galerii Sław Koszykówki stanu Ohio – Ohio Basketball Hall of Fame (2011)[4]

NBA
- Mistrz NBA (1979)[1]